# Maktub
Maktub est un livre de Paulo Coelho paru en 1994, dont chaque page contient des petites nouvelles parlant de la vie et de la façon dont il faut la voir.